# Amychodes praetextus
Amychodes praetextus är en insektsart som först beskrevs av Synave 1968.  Amychodes praetextus ingår i släktet Amychodes och familjen Eurybrachidae. Inga underarter finns listade i Catalogue of Life.